# タカトシのクイズ!サバイバル
『タカトシのクイズ!サバイバル』は、日本テレビ系列で放送されていたクイズバラエティ番組。

## 概要
正解するのが遅かった人から脱落するサバイバル方式のクイズに挑み、生き残る事を目標とするクイズ番組。第2弾までは『タカトシのクイズ!サバイバル』として放送。第3弾では司会にフットボールアワーの後藤輝基が加入したため『クイズ!サバイバル』と改題された。

## 放送日
| 回数  | 放送日               | 放送時間      | 備考                       |
| ----- | -------------------- | ------------- | -------------------------- |
| 第1回 | 2012年12月26日（水） | 0:28 - 1:23   | 『プラチナイト』枠で放送。 |
| 第2回 | 2013年3月28日（木）  | 0:28 - 1:23   | 『プラチナイト』枠で放送。 |
| 第3回 | 2014年5月4日（日）   | 13:15 - 14:15 | 『サンバリュ』枠で放送。   |

## 出演者

### MC
- タカアンドトシ（第3弾ではトシのみ司会）
- 後藤輝基（フットボールアワー・第3弾）

### クイズ進行
- 町田浩徳（日本テレビアナウンサー）（第2弾）

### ナレーション
- あおい洋一郎（第2・3弾）
- 桐谷蝶々（第3弾）

## 第1弾
20人による個人戦。優勝者には、最高100万円の賞金が贈られる。

### 解答者

#### Aブロック
| - 東貴博（Take2） - 藤森慎吾（オリエンタルラジオ） | - 木村好珠 - ハリー杉山 | - DaiGo - 丹佳夫 | - 水卜麻美（日本テレビアナウンサー） - ミッツ・マングローブ | - 本村健太郎 - 渡部建（アンジャッシュ） |

| \| - 木村美紀 - 細山貴嶺 \| - 小島よしお - 西村賢太 \| - 中田敦彦（オリエンタルラジオ） - パックン（パックンマックン） \| - 鈴木勝大 - 谷中麻里衣 \| - 光浦靖子（オアシズ） - 宮崎美子 \| |                         |                                                                 |                         |                                   |
| - 木村美紀 - 細山貴嶺 | - 小島よしお - 西村賢太 | - 中田敦彦（オリエンタルラジオ） - パックン（パックンマックン） | - 鈴木勝大 - 谷中麻里衣 | - 光浦靖子（オアシズ） - 宮崎美子 |

### ルール
予選
- 20人を予めA・Bブロック10名ずつに分け、1ブロックずつ実施。
- 5つのヒントやプロフィール項目から連想される人物や場所などを、記述式で答える。
- 正解した人からクリア、不正解の場合は答え直し。
- 1問ごとに、正解できずに最後まで残った1名が失格。解答席が後方に倒される。
- 各ブロック、4名が準決勝進出。

準決勝
- ルールは予選と同じ。ただし、5ヒント問題ではなく、時間と共に少しずつ公開されていく問題文から問題を推測して答える「虫食いクイズ」となっている。
- A・Bブロックの勝者が合流して行い、8名から3名に減るまで出題。残った3名が決勝進出。

決勝
- 予め各々に100秒の持ち時間が与えられた状態からクイズを開始。
- 漢字の読み問題やひらめきを要する問題などを出題。記述式で答える。
- 出題と同時に、3人の持ち時間が減少。正解するか30秒経過するまで、持ち時間のカウントダウンは停止しない。
- 持ち時間が無くなった人は失格。
- 最後まで残った1人が優勝、残り秒数×1万円の賞金が贈られる。

### 優勝者
- 宮崎美子 (賞金8万円獲得)

## 第2弾
東京大学・早稲田大学・慶応義塾大学・京都大学の各大学出身者チームに、東京大・早稲田大・慶応大以外の関東地方の大学出身者の混成「チーム関東選抜」、非大卒者の「チーム地頭」を加えた6チーム×3人の団体戦。トーナメント方式で行い、優勝チームには最高180万円の賞金が贈られる。解答席のセットは、脱落すると席が後ろに倒れるシートに座って答えるものから、劣勢になる度に段階的に、最後には全身が沈むセットに立って解答するものに変更された。

### 解答者
チーム早稲田
- やくみつる、村井美樹、阿部祐二

チーム慶応
- 中田敦彦（オリエンタルラジオ）、水卜麻美（日本テレビアナウンサー）、Daigo

チーム東大
- 本村健太郎、八田亜矢子、木村美紀

チーム京大
- 宇治原史規（ロザン）、山西惇、丹佳夫

チーム地頭
- 西村賢太、いとうあさこ、菅広文（ロザン）

チーム関東選抜
- 渡部建（アンジャッシュ）（神奈川大学）、木村好珠（東邦大学）、藤森慎吾（オリエンタルラジオ）（明治大学）

### ルール
第1回戦（早稲田vs慶応、東大vs京大）
- 出題される問題に対して、1人ずつ交互に、記述式で解答。
- 制限時間30秒以内であれば、正解するまで何回でも答えられる。時間内に正解できなければ相手チームに1ポイント、同時に解答席が1段階沈む。
- 3ポイント先取で準決勝進出。
- 第1問・第2問は「難読漢字迷路クイズ」。テーマに沿って並べられた、漢字の書かれた20（4×5）マスを交互に選び、その漢字の読みを答える。ただし最初は中央2マスの内上下どちらか1マス、以降は直前に選ばれたマスの上下左右に隣接するまだ選ばれていないマスしか選べない。また外周に行く程、問題が難しくなる。
- 第3問以降は「教科書レベルアップクイズ」。国語・理科・社会の各教科から、テーマに沿った問題を写真で出題。解答者は答える問題を1問指定して答える（問題の変更は不可）。ただし1教科は、2問答えられる度に問題の難易度が初級→中級→上級と上がっていく（第3問は初級から、第4問以降は中級からスタート）。

準決勝（（早稲田vs慶応の勝者）vs地頭、（東大vs京大の勝者）vs関東選抜）
- 6人早書きバトル。答えが分かった人から、モニターに記述して解答。
- 正解した人から抜ける。先に3人全員が抜けたチームに1ポイント、同時に相手チームの解答席を1段階沈める。
- 3ポイント先取で決勝進出。
- 第1問・第2問は「写真連想クイズ」。5枚の写真から連想される場所や共通点などを答える。
- 第3問以降は「難読漢字めくりクイズ」。表示された問題文に答える。ただし文中の単語の多くが（難読）漢字表記されており、時間経過と共にそれらの単語がカナ表記に直され、平易になっていく。

決勝（準決勝の勝者2チーム）
- 予め1人60秒の持ち時間が与えられた状態で、両チームの代表1人が挑む。
- 漢字の読み問題やひらめきを要する問題などを出題。記述式で答える。
- 出題と同時に、双方の持ち時間が減少。正解するか30秒経過するまで、持ち時間のカウントダウンは停止しない。
- 持ち時間が無くなった人は脱落。解答席が沈んで、次の代表者に交代。
- 先に相手チームのアンカー（キャプテン）を脱落させたチームが優勝、3人の残り秒数×1万円の賞金が贈られる。

### 優勝チーム
- 京都大学  (賞金69万円獲得)

## 第3弾
旬な人気スターチームと永遠のスターチームに分かれて行う団体戦。
様々なクイズで対決し、相手のチームを全滅させることを目標にする。
解答席は失格になると後ろに大きく下がり、上から檻のようなセットが降りてくる形となった。

### 解答者
旬な人気スターチーム
- 大久保佳代子（キャプテン）、大島美幸（森三中）、水卜麻美（日本テレビアナウンサー）、八乙女光（Hey! Say! JUMP）、春日俊彰（オードリー）、中村アン、武井壮、渡辺裕太、IVAN、ハリー杉山

永遠のスターチーム
- タカ（キャプテン）、松本伊代、具志堅用高、いしだ壱成、コウメ太夫、加藤晴彦、大西結花、鶴久政治、古坂大魔王、ノッチ

### ルール
ファーストステージ
- 20人一斉に行う早押し居残りクイズ。
- 正解した人からクリア、不正解の場合は答え直し。
- 1問ごとに、正解できずに最後まで残った1名が失格。
- 出題は5ヒントクイズ、パネル穴埋めクイズ（問題文が虫食いになっており、下に語群が表示される。徐々に言葉が正解の場所に埋め込まれる）、問題文50％クイズ（問題文が一文字飛ばしで表示され、徐々に元に戻っていく）の3つが行われた。

セカンドステージ
- 残っているメンバーで行う、指名制クイズ。
- 制限時間は20秒。答えられない場合は脱落。
- 正解した場合は、次の回答者を指名する。この際、連続で同一人物を指名しても構わない。
- 出題は難読漢字迷路クイズ、教科書レベルアップクイズの2つ。

敗者復活ラウンド
- ここまでで脱落した人による復活ラウンド。
- 出題された問題にいち早く口頭で正解した人が復活。

決勝戦
- 残っているメンバーで行う、一対一のクイズ。
- 出場するメンバーはキャプテンが選出する。
- 読み上げ問題で行い、先に口頭で正解したほうが生き残り、負けた方は脱落となる。
- お手つきはその問題の回答権を失う。
- 相手を全滅させた時点で優勝となる。

### 優勝チーム
- 永遠のスターチーム

## ネット局

### 第1弾
| 放送対象地域   | 放送局                    | 系列                                           | 放送日時                   | 遅れ日数   |
| -------------- | ------------------------- | ---------------------------------------------- | -------------------------- | ---------- |
| 関東広域圏     | 日本テレビ（NTV）         | 日本テレビ系列                                 | 2012年12月26日 0:28 - 1:23 | 制作局     |
| 北海道         | 札幌テレビ（STV）         | 日本テレビ系列                                 | 2012年12月26日 0:28 - 1:23 | 同時ネット |
| 青森県         | 青森放送（RAB）           | 日本テレビ系列                                 | 2012年12月26日 0:28 - 1:23 | 同時ネット |
| 岩手県         | テレビ岩手（TVI）         | 日本テレビ系列                                 | 2012年12月26日 0:28 - 1:23 | 同時ネット |
| 宮城県         | ミヤギテレビ（MMT）       | 日本テレビ系列                                 | 2012年12月26日 0:28 - 1:23 | 同時ネット |
| 秋田県         | 秋田放送（ABS）           | 日本テレビ系列                                 | 2012年12月26日 0:28 - 1:23 | 同時ネット |
| 山形県         | 山形放送（YBC）           | 日本テレビ系列                                 | 2012年12月26日 0:28 - 1:23 | 同時ネット |
| 福島県         | 福島中央テレビ（FCT）     | 日本テレビ系列                                 | 2012年12月26日 0:28 - 1:23 | 同時ネット |
| 山梨県         | 山梨放送（YBS）           | 日本テレビ系列                                 | 2012年12月26日 0:28 - 1:23 | 同時ネット |
| 新潟県         | テレビ新潟（TeNY）        | 日本テレビ系列                                 | 2012年12月26日 0:28 - 1:23 | 同時ネット |
| 長野県         | テレビ信州（TSB）         | 日本テレビ系列                                 | 2012年12月26日 0:28 - 1:23 | 同時ネット |
| 静岡県         | 静岡第一テレビ（SDT）     | 日本テレビ系列                                 | 2012年12月26日 0:28 - 1:23 | 同時ネット |
| 富山県         | 北日本放送（KNB）         | 日本テレビ系列                                 | 2012年12月26日 0:28 - 1:23 | 同時ネット |
| 石川県         | テレビ金沢（KTK）         | 日本テレビ系列                                 | 2012年12月26日 0:28 - 1:23 | 同時ネット |
| 福井県         | 福井放送（FBC）           | 日本テレビ系列／テレビ朝日系列                 | 2012年12月26日 0:28 - 1:23 | 同時ネット |
| 中京広域圏     | 中京テレビ（CTV）         | 日本テレビ系列                                 | 2012年12月26日 0:28 - 1:23 | 同時ネット |
| 近畿広域圏     | 読売テレビ（ytv）         | 日本テレビ系列                                 | 2012年12月26日 0:28 - 1:23 | 同時ネット |
| 鳥取県・島根県 | 日本海テレビ（NKT）       | 日本テレビ系列                                 | 2012年12月26日 0:28 - 1:23 | 同時ネット |
| 広島県         | 広島テレビ（HTV）         | 日本テレビ系列                                 | 2012年12月26日 0:28 - 1:23 | 同時ネット |
| 山口県         | 山口放送（KRY）           | 日本テレビ系列                                 | 2012年12月26日 0:28 - 1:23 | 同時ネット |
| 徳島県         | 四国放送（JRT）           | 日本テレビ系列                                 | 2012年12月26日 0:28 - 1:23 | 同時ネット |
| 香川県・岡山県 | 西日本放送（RNC）         | 日本テレビ系列                                 | 2012年12月26日 0:28 - 1:23 | 同時ネット |
| 愛媛県         | 南海放送（RNB）           | 日本テレビ系列                                 | 2012年12月26日 0:28 - 1:23 | 同時ネット |
| 高知県         | 高知放送（RKC）           | 日本テレビ系列                                 | 2012年12月26日 0:28 - 1:23 | 同時ネット |
| 福岡県         | 福岡放送（FBS）           | 日本テレビ系列                                 | 2012年12月26日 0:28 - 1:23 | 同時ネット |
| 長崎県         | 長崎国際テレビ（NIB）     | 日本テレビ系列                                 | 2012年12月26日 0:28 - 1:23 | 同時ネット |
| 熊本県         | くまもと県民テレビ（KKT） | 日本テレビ系列                                 | 2012年12月26日 0:28 - 1:23 | 同時ネット |
| 大分県         | テレビ大分（TOS）         | フジテレビ系列／日本テレビ系列                 | 2012年12月26日 0:28 - 1:23 | 同時ネット |
| 宮崎県         | テレビ宮崎（UMK）         | フジテレビ系列／日本テレビ系列／テレビ朝日系列 | 2012年12月26日 0:28 - 1:23 | 同時ネット |
| 鹿児島県       | 鹿児島読売テレビ（KYT）   | 日本テレビ系列                                 | 2012年12月26日 0:28 - 1:23 | 同時ネット |
| 沖縄県         | 琉球放送（RBC）           | TBS系列                                        | 2013年1月9日 19:00 - 19:55 | 15日遅れ   |

### 第2弾
| 放送対象地域   | 放送局                    | 系列                                           | 放送日時                  | 遅れ日数   |
| -------------- | ------------------------- | ---------------------------------------------- | ------------------------- | ---------- |
| 関東広域圏     | 日本テレビ（NTV）         | 日本テレビ系列                                 | 2013年3月28日 0:28 - 1:23 | 制作局     |
| 北海道         | 札幌テレビ（STV）         | 日本テレビ系列                                 | 2013年3月28日 0:28 - 1:23 | 同時ネット |
| 青森県         | 青森放送（RAB）           | 日本テレビ系列                                 | 2013年3月28日 0:28 - 1:23 | 同時ネット |
| 岩手県         | テレビ岩手（TVI）         | 日本テレビ系列                                 | 2013年3月28日 0:28 - 1:23 | 同時ネット |
| 宮城県         | ミヤギテレビ（MMT）       | 日本テレビ系列                                 | 2013年3月28日 0:28 - 1:23 | 同時ネット |
| 秋田県         | 秋田放送（ABS）           | 日本テレビ系列                                 | 2013年3月28日 0:28 - 1:23 | 同時ネット |
| 山形県         | 山形放送（YBC）           | 日本テレビ系列                                 | 2013年3月28日 0:28 - 1:23 | 同時ネット |
| 福島県         | 福島中央テレビ（FCT）     | 日本テレビ系列                                 | 2013年3月28日 0:28 - 1:23 | 同時ネット |
| 山梨県         | 山梨放送（YBS）           | 日本テレビ系列                                 | 2013年3月28日 0:28 - 1:23 | 同時ネット |
| 新潟県         | テレビ新潟（TeNY）        | 日本テレビ系列                                 | 2013年3月28日 0:28 - 1:23 | 同時ネット |
| 長野県         | テレビ信州（TSB）         | 日本テレビ系列                                 | 2013年3月28日 0:28 - 1:23 | 同時ネット |
| 静岡県         | 静岡第一テレビ（SDT）     | 日本テレビ系列                                 | 2013年3月28日 0:28 - 1:23 | 同時ネット |
| 富山県         | 北日本放送（KNB）         | 日本テレビ系列                                 | 2013年3月28日 0:28 - 1:23 | 同時ネット |
| 石川県         | テレビ金沢（KTK）         | 日本テレビ系列                                 | 2013年3月28日 0:28 - 1:23 | 同時ネット |
| 福井県         | 福井放送（FBC）           | 日本テレビ系列／テレビ朝日系列                 | 2013年3月28日 0:28 - 1:23 | 同時ネット |
| 中京広域圏     | 中京テレビ（CTV）         | 日本テレビ系列                                 | 2013年3月28日 0:28 - 1:23 | 同時ネット |
| 鳥取県・島根県 | 日本海テレビ（NKT）       | 日本テレビ系列                                 | 2013年3月28日 0:28 - 1:23 | 同時ネット |
| 広島県         | 広島テレビ（HTV）         | 日本テレビ系列                                 | 2013年3月28日 0:28 - 1:23 | 同時ネット |
| 山口県         | 山口放送（KRY）           | 日本テレビ系列                                 | 2013年3月28日 0:28 - 1:23 | 同時ネット |
| 徳島県         | 四国放送（JRT）           | 日本テレビ系列                                 | 2013年3月28日 0:28 - 1:23 | 同時ネット |
| 香川県・岡山県 | 西日本放送（RNC）         | 日本テレビ系列                                 | 2013年3月28日 0:28 - 1:23 | 同時ネット |
| 愛媛県         | 南海放送（RNB）           | 日本テレビ系列                                 | 2013年3月28日 0:28 - 1:23 | 同時ネット |
| 高知県         | 高知放送（RKC）           | 日本テレビ系列                                 | 2013年3月28日 0:28 - 1:23 | 同時ネット |
| 福岡県         | 福岡放送（FBS）           | 日本テレビ系列                                 | 2013年3月28日 0:28 - 1:23 | 同時ネット |
| 長崎県         | 長崎国際テレビ（NIB）     | 日本テレビ系列                                 | 2013年3月28日 0:28 - 1:23 | 同時ネット |
| 熊本県         | くまもと県民テレビ（KKT） | 日本テレビ系列                                 | 2013年3月28日 0:28 - 1:23 | 同時ネット |
| 大分県         | テレビ大分（TOS）         | フジテレビ系列／日本テレビ系列                 | 2013年3月28日 0:28 - 1:23 | 同時ネット |
| 宮崎県         | テレビ宮崎（UMK）         | フジテレビ系列／日本テレビ系列／テレビ朝日系列 | 2013年3月28日 0:28 - 1:23 | 同時ネット |
| 鹿児島県       | 鹿児島読売テレビ（KYT）   | 日本テレビ系列                                 | 2013年3月28日 0:28 - 1:23 | 同時ネット |
| 近畿広域圏     | 読売テレビ（ytv）         | 日本テレビ系列                                 | 2013年4月15日 2:37 - 3:32 | 18日遅れ   |

### 第3弾
| 放送対象地域 | 放送局            | 系列           | 放送日時                   | 遅れ日数 |
| ------------ | ----------------- | -------------- | -------------------------- | -------- |
| 関東広域圏   | 日本テレビ（NTV） | 日本テレビ系列 | 2014年5月4日 13:15 - 14:15 | 制作局   |
| 沖縄県       | 琉球放送（RBC）   | TBS系列        | 2014年7月11日 0:23 - 1:23  | 67日遅れ |

## スタッフ
第2回時点
- 構成：桜井慎一、木南広明
- クイズ構成：矢野了平、山田雄也
- ブレーン：川本良樹
- TM：江村多加司
- SW：蔦佳樹
- カメラ：大庭茂嗣
- 音声：太田黒健至
- VE：佐久間治雄
- 照明：井口弘一郎
- 美術：大川明子
- デザイン：熊崎真知子
- 電飾：二階堂哲也
- モニター：中川英幸
- 装置：新山翼
- 編集：木村有宏
- MA：阿世知貴彦
- 音効：中村由紀
- TK：山沢啓子
- 技術協力：NiTRo、THE TUBE
- 美術協力：日テレアート
- CGタイトル・CG：森三平
- 協力：日本近代文学館
- 編成：小野隆史、渡瀬慶吾
- 広報：西室由加里
- 営業：前田晋太郎
- AD：島袋亮太、酒井太夢
- デスク：富重裕子
- AP：内藤三保子
- ディレクター：関本文彦、酒井甚哉、河野安治、徳江雄一、山際梨紗、川島佳子、名古屋宏明
- 演出：水口智就、山井貴超
- 企画・演出：橋本和明
- プロデューサー：毛利忍、吉田尚代、国部有紀
- チーフプロデューサー：面高直子
- 制作協力：極東電視台
- 製作著作：日本テレビ

### 以前のスタッフ
- VE：高橋卓（第1回）
- 照明：帯金貴子（第1回）
- 広報：松榮大（第1回）
- AD：樫本有美（第1回）
- ディレクター：奈須亮三、竹内隆徳（第1回）